# Peni Finau
Peni Finau (5 augustus 1981) is een voormalige Fijisch voetballer die bij voorkeur als verdediger speelt.    
Op 30 juni 2003 in de thuiswedstrijd tegen Vanuatu maakte Finau debuut voor Fiji voetbalelftal. Hij begon in de basis en hij had hele wedstrijd meegespeeld. De wedstrijd werd gelijkgespeeld met stand 0-0.  Hij heeft 13 wedstrijden gespeeld en 1 doelpunt gescoord voor zijn nationale ploeg.
Hij zat in de selectie die deed mee aan het voetbaltoernooi op Pacific Games 2007.
Finau beëindigde zijn voetbalcarrière in 2018.